# Panzerabwehrmine 88
Die Panzerabwehrmine 88 (Pzaw Mi 88) ist eine Panzerabwehrmine der Schweizer Armee.

## Entwicklung
Die Panzerabwehrmine 88 ist eine Lizenzproduktion der französischen Mine HPD F2. Entwickelt wurde sie in den 1980er Jahren bei Daimler-Chrysler und Thomson-CSF (heute Thales). Die Produktion für die Schweizer Armee erfolgte in Firma Tavaro in Genf (Zünder) sowie in der Munitionsfabrik Altdorf (Endmontage). 1988 wurde die HPD F2 unter der Bezeichnung Panzerabwehrmine 88 (Pzaw Mi 88) bei der Schweizer Armee eingeführt. Sie ersetzte dort weitgehend die Panzermine 60 und trägt die Munitions-Kennnummer (ALN) 591-3890. Daneben wird die HPD F2-Mine auch in Frankreich, Belgien und Norwegen produziert.

## Beschreibung
Die Mine kann offen im Gelände, im Wasser oder mit Erdüberdeckung verlegt werden. Nach dem Verlegen wird sie nach einer Verzögerungszeit von 10 Minuten scharf. Die Mine hat nun ihren seismischen Sensor aktiviert. Dieser reagiert auf Erschütterungen, welche von Fahrzeugen erzeugt werden. Werden durch diesen Sensor solche Erschütterungen wahrgenommen, so wird der Magnetzünder aktiviert. Dieser reagiert auf Magnetfeldänderungen. Das heisst, es wird kein direkter Druck auf die Mine benötigt. Sobald sich eine bestimmte Masse Metall über der Mine befindet, detoniert sie. Die projektilbildende Ladung wirkt also auf der gesamten Fahrzeugunterseite. Durch den Munroe-Effekt hat sie eine Durchschlagsleistung von 100 bis 150 mm Panzerstahl. Auch kann der elektromagnetische Zünder durch die Metalldetektoren von Minensuchgeräten ausgelöst werden. Zusätzlich verfügt die Mine über einen Aufhebeschutz: Wird die Mine bewegt oder der Lagewinkel verändert, so detoniert sie sofort. Wird die Mine nicht durch äussere Einflüsse ausgelöst, so neutralisiert sie sich nach spätestens 30 Tagen. Zur besseren Auffindbarkeit wird dabei an der Minenoberseite ein Teleskoprohr ausgefahren. Danach kann die Mine geborgen und nach dem Auswechseln von drei Teilen wieder eingesetzt werden. Weiter ist die Mine geschützt gegen elektromagnetische Impulse von Kernwaffenexplosionen.